# Lithobius uralensis
Lithobius uralensis är en mångfotingart som först beskrevs av Farzalieva 2004.  Lithobius uralensis ingår i släktet Lithobius och familjen stenkrypare. Inga underarter finns listade i Catalogue of Life.